# Ene mene muh – und tot bist du
Ene mene muh – und tot bist du ist eine österreichische schwarze Komödie aus dem Jahr 2001 unter der Regie von Houchang Allahyari mit Bibiana Zeller, Waltraud Haas, Reinhard Nowak und Karl Merkatz in den Hauptrollen. Gunther Philipp, Leon Askin, Ellen Umlauf und Trude Marlen traten in ihren letzten Kino-Filmrollen auf.
Der Kinostart war am 10. August 2001.

## Handlung
In einem kleinen Altersheim am Stadtrand von Wien leben die ältesten Wiener. Unter mysteriösen Umständen sterben plötzlich alle Bewohner, die älter als 100 Jahre sind.